# Sport Club Alcamo 2001-2002
La stagione 2001-2002 dello Sport Club Alcamo è stata la quarta disputata in Serie A2 femminile.
La società trapanese si è classificata al decimo posto in A2 e si è salvata dopo la Poule Retrocessione.

## Verdetti stagionali
Competizioni nazionali
- Serie A2:

stagione regolare: 10º posto su 14 squadre (10-16);
Poule Retrocessione: 3º posto su 6 squadre (6-4).

## Rosa
| Giocatrici |
| ---------- |

| N° | Naz.              | Ruolo | Sportivo             | Anno | Alt. |  |
| -- | ----------------- | ----- | -------------------- | ---- | ---- |  |
|    | Italia (bandiera) | P     | Laura Belcore        |      |      |  |
|    | Italia (bandiera) |       | Di Caccamo           |      |      |  |
|    | Italia (bandiera) | P     | Elena Mancuso        |      |      |  |
|    | Italia (bandiera) | G     | Patrizia Scannaliato | 1972 | 170  |  |
|    | Italia (bandiera) | A     | Dalila Cucchiara     | 1979 | 185  |  |
|    | Italia (bandiera) | G     | Cristina La Manica   |      |      |  |
|    | Italia (bandiera) |       | Vigliena             |      |      |  |
|    | Italia (bandiera) | A     | Loretta Vaccaro      | 1973 | 180  |  |
|    | Italia (bandiera) | AC    | Felicia Pentimone    | 1969 | 184  |  |
|    | Italia (bandiera) | G     | Paola Mauriello      | 1981 | 184  |  |
|    | Italia (bandiera) | C     | Daniela Grande       | 1966 |      |  |
|    | Italia (bandiera) | A     | Valeria Grignano     | 1985 | 182  |  |
|    | Italia (bandiera) |       | Done                 |      |      |  |
|    | Italia (bandiera) |       | Asta                 |      |      |  |

| Staff tecnico                 |
| ----------------------------- |
| Allenatore: Francesco Scimeca |